# Isabel Abreu
Isabel Abreu (ur. 3 marca 1978 w Arronches) – portugalska aktorka i prezenterka telewizyjna. 
Ma na swoim koncie takie filmy jak Uma Vida à Espera i Entre os Dedos. Jej występy telewizyjne obejmują Rainha das Flores Os Boys i Pai à Força. 
Jest żoną reżysera Tiago Guedesa.